# 愛♡スクリ〜ム!
「愛♡スクリ〜ム！」（あい・スクリーム）は、メディアミックス作品『ラブライブ！シリーズ』のラジオ番組である『ラブライブ！シリーズのオールナイトニッポンGOLD』（ニッポン放送）から誕生した声優ユニット・AiScReamの楽曲。2025年1月22日にLantisから発売された。

## 制作
本作は、ラジオ番組『ラブライブ！シリーズのオールナイトニッポンGOLD』（ニッポン放送）のパーソナリティを担当した黒澤ルビィ役（Aqours）の降幡愛、上原歩夢役（虹ヶ咲学園スクールアイドル同好会）の大西亜玖璃、若菜四季役（Liella!）の大熊和奏の3人による期間限定の声優ユニット・AiScReamが歌唱している。ユニット名は、リスナーの公募によって決まった。ユニット名の由来は、冷菓のアイスクリームに掛け、メンバーの頭文字（Ayumu、Shiki、Ruby）に、彼女たちの「愛」を叫ぶという情熱を示す意味を持つ。
表題曲である「愛♡スクリ〜ム！」が、3人に渡った際、降幡は「『ラブライブ！シリーズ』で色んな楽曲を歌ってきた中でも、こういうパート（『ルビィちゃーん！ 歩夢ちゃーん！ 四季ちゃーん！』）があったり、リピートしたくなる曲を望んでいたので。メンバーの性格や声色が全然違うのも良かったのかなと思うし、この3人だから歌える曲なのが嬉しかったです」とし、大西は「私も初めて聴いた時から『めっちゃいい曲だ！』と思って、リピートして聴いた時にずっと心地いいなぁと思いました」と振り返っている。
レコーディングに関して、大熊は「曲の雰囲気に合うちょっと高めの声を出すのか、そこは四季の声を生かしてちゃんとこの曲にマッチするのか……とかすごく考えながらレコーディングしましたね」としたうえで、降幡は「歩夢ちゃん（大西）のあとのレコーディングだったんですけど、やっぱりすごく新鮮でした。Aqoursのみんなの歌声は何回も聴いてきたけど、この曲には歩夢ちゃんの声が入っていて。だからルビィなりに、歩夢ちゃんに寄り添っていこうという意識でしたね」と振り返っている。

## 反響

### 韓国をはじめとした海外でのヒット
2025年3月1日にTikTokユーザーが、『ラブライブ！シリーズ』合同ライブイベント『LoveLive! Series Asia Tour 2024 〜みんなで叶える物語〜』のセリフパートのみを切り取った動画をアップロードしたことがきっかけとなって注目を集め、SNSを中心に、楽曲に合わせたダンス動画やリップシンク動画が多数投稿されたことで、韓国をはじめとしたK-POP界でも話題となり、IVE（レイ、ガウル、ユジン）を皮切りに、ZEROBASEONE（ソン・ハンビン、キム・ギュビン、パク・ゴヌク）をはじめ、Kep1er（ヒカル、ヨンウン、ダヨン）、NiziU（リク、ミイヒ、マユカ）、&TEAM（HARUA、YUMA、TAKI）、TOMORROW X TOGETHER（ヒュニンカイ、ボムギュ、スビン）、ATEEZ（ソンファ、ユンホ、サン）、LE SSERAFIM（カズハ、キム・チェウォン、ホン・ウンチェ、ホ・ユンジン）、NMIXX、BOYNEXTDOOR（ジェヒョン、イハン、リウ）、TWS（ヨンジェ、ギョンミン、シンユ）らが動画を投稿したことで拡散され、4月13日に東京ドームで行われたイベント『INGALIVE “UNI-CON” in TOKYO DOME powered by SBS INKIGAYO DAY2』にて、aespaのカリナがジゼルの要望に応える形で、8月9日と10⽇に東京ドームで行われたイベント『SMTOWN LIVE 2025 : THE CULTURE, THE FUTURE』にて、SUPER JUNIORのキュヒョンと、東方神起のチャンミン、RIIZEのショウタロウの3人がそれぞれ生歌で披露した。これらの影響で、ルミネイトの音楽分析ツールである「CONNECT」の調査で、日本を除いた地域別のストリーミング数で韓国が1位、Spotifyのバイラルチャートでも1位を獲得し、2025年5月30日時点で動画の再生回数は2,800万回を突破するなど、『ラブライブ！シリーズ』のファンだけでなく、『ラブライブ！シリーズ』以外のリスナーの支持を得た。

### キャストなどの反応
3月25日に声優アイドルグループ・i☆Risの公式TikTokに、久保田未夢、茜屋日海夏、若井友希によるダンス動画が投稿された。選曲はマネージャー、配役は久保田がそれぞれ決めたとしたうえで、久保田は「配役は完全に私情です！！！譲れませんでした！！！」とコメントした。
3月29日にIVE、4月25日にはTWICEが「愛♡スクリ〜ム！」をそれぞれ披露した動画をアップロードした際、黒澤ルビィ役の降幡愛が、X（旧Twitter）にて歓喜に満ちたコメントを投稿した。
上記の反響を受け、降幡は「（世界中の新しいリスナーに届いていることに対して）どうしてなのかわからなくて。ただこれまでのいろんなものが重なって、皆さんに届けられているんですよね。ちびっ子たちが口ずさんでるのを聞いたりすると『やってて良かったなぁ』とすごく思う」としたうえで、「AiScReamがきっかけでラブライブ！シリーズを知ったっていう声が聞けたのも嬉しい」と語っており、大西は「どのシリーズの物語も感動が消えないし、ずっと色褪せないままあるので。改めてちゃんとアニメを観てもらえるきっかけにAiScReamがなれたらいいなって思います」と語っている。また、ラブライバーからは「こんなにバズるとは思わなかった」「一度聴いたら、頭から離れない」「脳が溶けそう」とし、海外ファンからは「理解度0%可愛さ:10000000000000%」「知り合いにこの曲が好きってことは知られたくない」「筋トレしながら毎日聞いてる」「聴きすぎて日本語の歌詞を覚えた」などといった反応があった。

## 評価
音楽評論家の小町碧音は、表題曲が流行する（バズる）理由を分析した際に、テレビアニメ『しかのこのこのここしたんたん』のオープニングテーマであるシカ部の「シカ色デイズ」や、乃紫の「全方向美少女」、M!LKの「イイじゃん」と共に例に挙げ、一度聴いたら頭から離れないメロディとフレーズがループし、気づけば何度もリピート再生してしまう「ループ×可愛い×シュール」がTikTokで拡散される要素として共通していると指摘した。

## リリックビデオ
表題曲である「愛♡スクリ〜ム！」のリリックビデオが、2025年5月29日にYouTubeにて公開され、キャラクターデザインはちょん*、3Dモデリングは脳髄、映像は末尾,がそれぞれ担当した。

## メディアでの使用
2025年6月27日、日本マクドナルドの公式X（旧Twitter）にて、「ルビィちゃーん！ 歩夢ちゃーん！ 四季ちゃーん！」というAiScReamとのコラボを示唆するような投稿がされ、6月30日に「AiScReam×ひるまック」として動画が公開された。動画は、『LoveLive! Series Asia Tour 2024 〜みんなで叶える物語〜』のセリフパートのみを切り取った動画を、黒澤ルビィ役の降幡愛、上原歩夢役の大西亜玖璃、若菜四季役の大熊和奏がそれぞれ推しバーガーを持ちながらタイアップに合わせて映像を取り直しており、一部歌詞も変更されている。ラブライバーからは「ガチで撮影されてる！？」「気合いすごいｗ」「背景マック仕様になってる！！」などといった反応があった。また、7月3日には「ひるまック」の告知動画を公式X（旧Twitter）にて公開した。このプロモーションに対して、制作を手がけた電通のクリエイティブ・ディレクターである小西慶は「単なるミーム動画で終わらないように、ラブライブ！のクリエイターさんとも連携し、マクドナルドらしいツッコミどころのある映像づくりを心がけました」としたうえで「ライブ映像にバーガーを登場させるために、わざわざ新規撮影した素材を再編集するという“謎の労力”をかけたことで、SNSを通じて多くの反応をいただくことができました。同時に、改めて『AiScReam』のコンテンツとしての強さを実感しています」とコメントしている。
2025年7月30日、バンダイナムコアミューズメントが開発している和太鼓リズムゲーム『太鼓の達人』（アーケード版）に、CANDY TUNEの「倍倍FIGHT!」をはじめ、カラフルピーチの「On-Party!」、Wiennersの「WINNER!ゴジュウジャー!」と同時に、表題曲である「愛♡スクリ〜ム！」が追加された。

## 楽曲の披露

### テレビ番組
| 放送日        | 番組名       | 放送局  | 披露曲              | 備考                                                     | 出典   |
| ------------- | ------------ | ------- | ------------------- | -------------------------------------------------------- | ------ |
| 2025年5月24日 | 『Venue101』 | NHK総合 | 「愛♡スクリ〜ム！」 | 司会者である濱家隆一と生田絵梨花がセリフ部分を披露した。 | [ 34 ] |

### ライブ
| 日程          | 都道府県 | 会場                                                                 | 歌唱メンバー | 備考                                                        | 出典   |
| ------------- | -------- | -------------------------------------------------------------------- | --- | ----------------------------------------------------------- | ------ |
| 2025年8月14日 | 大阪府   | 『U-NEXT MUSIC FES LoveLive! Series EXPO 2025 STAGE 〜Right now!〜』 | - 西木野真姫（μ's）〈Pile〉 - 黒澤ルビィ（Aqours）〈降幡愛〉 - 渡辺曜（Aqours）〈斉藤朱夏〉 - 津島善子（Aqours）〈小林愛香〉 - 朝香果林（虹ヶ咲学園スクールアイドル同好会）〈久保田未夢〉 - 米女メイ（Liella!）〈薮島朱音〉 - セラス・柳田・リリエンフェルト（蓮ノ空女学院スクールアイドルクラブ）〈三宅美羽〉 - 麻布麻衣（いきづらい部！）〈遠藤璃菜〉 | 「愛♡スクリ〜ム！Expo2025スペシャルVer.」として披露された。 | [ 35 ] |

## リリース
2025年1月22日にLantisからリリースされ、CDのみ「あまくてたのしい♡AiScReamラジオ！」が収録されている。また、初回生産特典として「AiScReam主催ライブイベント」のチケット最速先行抽選申込券が封入される。

## チャート成績
2025年2月3日付のオリコン週間シングルランキングでは7位にランクインした。
2025年1月29日付のBillboard JAPAN Top Singles Salesでは8位にランクインした。

### 週間チャート
| チャート名                        | 国   | 最高位 |
| --------------------------------- | ---- | ------ |
| オリコン週間シングルランキング    | 日本 | 7      |
| Billboard JAPAN Top Singles Sales | 日本 | 8      |

## 受賞
ウェブサイト『モデルプレス』が、15,460件の読者アンケートを基に審査した『モデルプレス流行語大賞2025上半期』にて、歌詞中にある「チョコミント よりも あ・な・た」が選出された。編集部は「『ルビィちゃん！「はーい！」何が好き？チョコミントよりも あ・な・た』といったファンとの掛け合い＋可愛らしい歌詞はついつい真似したくなる」と評した。
日本のシンクタンクであるZ総研が、N.D.Promotionが運営する『Nom de plume』のLINE登録している中学生から20代の読者360名を対象にアンケートを基に調査した『Z総研2025年上半期トレンドランキング』が発表され、流行った曲部門では、表題曲である「愛♡スクリ〜ム！」が3位、流行った言葉部門では、歌詞中にある「ルビィちゃん！ 何が好き？」が4位にそれぞれランクインした。
バイドゥが運営している日本語入力アプリの『Simeji』が、アプリ上でZ世代を対象にアンケートを基に調査した『Z世代が選ぶ!!「2025年上半期トレンドランキング」』が6月13日に発表され、『バズった【アーティスト】TOP10』と『バズった【コト・モノ】TOP10』で、ともに1位にランクインした。
LINEヤフーが運営しているスマホ専用リサーチプラットフォーム『LINEリサーチ』は、全国の15歳から24歳の男女を対象に、四半期ごとに行っている流行調査の6月の結果で、2025年6月流行調査 総合TOP10で6位、性年代別では15歳から18歳の女性で1位を、それぞれ獲得した。

## 収録曲
- 収録内容におけるボーカル曲は太字、ボイスドラマパートは▲印で表記する。

| 全作詞: aim。 |                                          |           |                                          |                                           |       |
| #             | タイトル                                 | 作詞      | 作曲                                     | 編曲                                      | 時間  |
| 1.            | 「愛♡スクリ〜ム！」                      | aim       | DJ Chika a.k.a. INHERIT, Hayato Yamamoto | Hayato Yamamoto , DJ Chika a.k.a. INHERIT | 4:22  |
| 2.            | 「あまくてたのしい♡AiScReamラジオ！」(▲) | aim       |                                          |                                           | 14:47 |
| 3.            | 「ICE LIMIT」                            | aim       | Hayato Yamamoto                          | Hayato Yamamoto                           | 3:45  |
| 4.            | 「愛♡スクリ〜ム！」(Off Vocal)           | aim       |                                          |                                           | 4:21  |
| 5.            | 「ICE LIMIT」(Off Vocal)                 | aim       |                                          |                                           | 3:44  |
| 合計時間:     | 合計時間:                                | 合計時間: | 合計時間:                                | 30:59                                     |       |

| 全作詞: aim。 |                                |           |                                          |                                           |      |
| #             | タイトル                       | 作詞      | 作曲                                     | 編曲                                      | 時間 |
| 1.            | 「愛♡スクリ〜ム！」            | aim       | DJ Chika a.k.a. INHERIT, Hayato Yamamoto | Hayato Yamamoto , DJ Chika a.k.a. INHERIT | 4:22 |
| 2.            | 「ICE LIMIT」                  | aim       | Hayato Yamamoto                          | Hayato Yamamoto                           | 3:45 |
| 3.            | 「愛♡スクリ〜ム！」(Off Vocal) | aim       |                                          |                                           | 4:21 |
| 4.            | 「ICE LIMIT」(Off Vocal)       | aim       |                                          |                                           | 3:44 |
| 合計時間:     | 合計時間:                      | 合計時間: | 合計時間:                                | 16:12                                     |      |

### ユニットメンバー
1. 1 2 3  黒澤ルビィ（降幡愛）、上原歩夢（大西亜玖璃）、若菜四季（大熊和奏）
2. 1 2 3 4  高海千歌（伊波杏樹）、桜内梨子（逢田梨香子）、松浦果南（諏訪ななか）、黒澤ダイヤ（小宮有紗）、渡辺曜（斉藤朱夏）、津島善子（小林愛香）、国木田花丸（高槻かなこ）、小原鞠莉（鈴木愛奈）、黒澤ルビィ（降幡愛）
3. 1 2 3  上原歩夢（大西亜玖璃）、中須かすみ（相良茉優）、桜坂しずく（前田佳織里）、朝香果林（久保田未夢）、宮下愛（村上奈津実）、近江彼方（鬼頭明里）、優木せつ菜（林鼓子）、エマ・ヴェルデ（指出毬亜）、天王寺璃奈（田中ちえ美）、三船栞子（小泉萌香）、ミア・テイラー（内田秀）、鐘嵐珠（法元明菜）
4. 1 2  澁谷かのん（伊達さゆり）、唐可可（Liyuu）、嵐千砂都（岬なこ）、平安名すみれ（ペイトン尚未）、葉月恋（青山なぎさ）、桜小路きな子（鈴原希実）、米女メイ（薮島朱音）、若菜四季（大熊和奏）、鬼塚夏美（絵森彩）、ウィーン・マルガレーテ（結那）、鬼塚冬毬（坂倉花）
5. ↑  鹿乃子のこ（潘めぐみ）、虎視虎子（藤田咲）、虎視餡子（田辺留依）、馬車芽めめ（和泉風花）
6. ↑  高坂穂乃果（新田恵海）、絢瀬絵里（南條愛乃）、南ことり（内田彩）、園田海未（三森すずこ）、星空凛（飯田里穂）、西木野真姫（Pile）、東條希（楠田亜衣奈）、小泉花陽（久保ユリカ）、矢澤にこ（徳井青空）
7. ↑  日野下花帆（楡井希実）、村野さやか（野中ここな）、大沢瑠璃乃（菅叶和）、百生吟子（櫻井陽菜）、徒町小鈴（葉山風花）、安養寺姫芽（来栖りん）、セラス・柳田・リリエンフェルト（三宅美羽）、桂城泉（進藤あまね）
8. ↑  高橋ポルカ（綾咲穂音）、麻布麻衣（遠藤璃菜）、五桐玲（宮野芹）、駒形花火（藤野こころ）、金澤奇跡（坂野愛羽）、調布のりこ（瀬古梨愛）、春宮ゆくり（奥村優季）、此花輝夜（天沢朱音）、山田真緑（小戸森穂花）、佐々木翔音（涼ノ瀬葵音）